# Gribsø Station
Gribsø Station er et dansk trinbræt på Gribskovbanen, der er beliggende ved Store Gribsø i midten af Gribskov. Trinbrættet ligger 7,1 km. nordøst for Hillerød St., og nabostationerne er Slotspavillonen St. mod syd og Kagerup St. mod nord. Trinbrættet blev indviet 20. januar 1880 som en del af banens første etape mellem Hillerød St. og Græsted St.
Driften varetages af Lokaltog A/S, der delvist er ejet af trafikselskabet Movia. Trinbrættet betjenes af linjen 960R mellem Hillerød og Tisvildeleje, og der er afgange én gang i timen hele ugen.